# Rally de Montecarlo de 1912
El Rally de Montecarlo de 1912, oficialmente 2ème Rally Automobile de Mónaco, fue la segunda edición del rally, celebrada en enero de ese año, y organizada de nuevo por Antony Noghès. A pesar de los problemas ocurridos el año anterior, el rally siguió adelante, esta vez con mayor número de inscritos y de nuevo con las mismas características. Con todo, las polémicas estuvieron de nuevo presentes, debido al sistema de elección, muy subjetivo, de los ganadores.

## Desarrollo
La segunda edición contó con sesenta y siete participantes que partieron de diez ciudades diferentes:
- Veintidós de París,
- Dos de Turín,
- Ocho de Ginebra,
- Seis de Le Havre,
- Uno de Boulogne,
- Cuatro de Ámsterdam,
- Seis de Berlín,
- Cuatro de Bruselas,
- Trece de Viena
- y el ruso Nagel que partió desde San Petersburgo a bordo de un Ruso-Balt.[2]

### La epopeya de Nagel

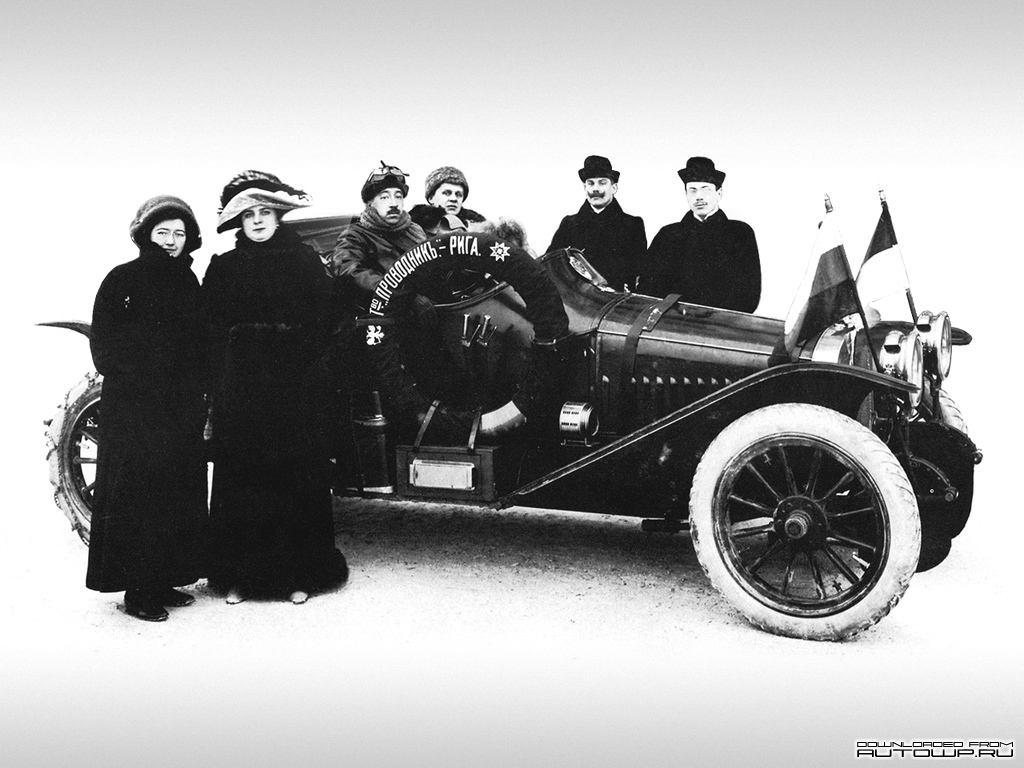
El ruso Nagel poco antes de partir, hasta la ciudad de Montecarlo.

La travesía de Nagel, transcendió más allá de la propia carrera, dejando casi en segundo plano los resultados de la misma. Al mismo tiempo refleja muy bien lo duras y diferentes que eran las primeras ediciones del Montecarlo, y por extensión las carreras de la época, con respecto a la actualidad.
Nagel partió el 15 de enero a las 8:00 a. m., en pleno invierno ruso desde San Petersburgo, rumbo a Mónaco, junto a su mecánico a bordo de un Ruso-Balt realizando una travesía de 3.267 km y soportando temperaturas bajo cero y otros peligros como la presencia de lobos. Los primeros kilómetros los realizó detrás de un tractor que le abría el camino entre la nieve. No pudo meter la segunda marcha hasta el kilómetro noventa. Paraba cada dos horas para comer y dormir, cambiaba el aceite cada 500 kilómetros después de descongelarlo al fuego y dormía con la dinamo entre la ropa para evitar que se congelara. Envió dos telegramas a la organización durante el viaje: el primero desde la ciudad de Pskov, a 280km de San Petersburgo, que decía: «Llegaré si no nos comen los lobos por el camino y no nos congelamos vivos». El segundo telegrama fue enviado el 17 de febrero, y decía «Hemos pasado Berlín». Curiosamente los participantes que salían de dicha ciudad lo hacían dos horas después.
Finalmente llegó a Mónaco el 21 de enero, sobre el mediodía, antes que nadie y realizando una media de 16,7 km/h, aunque fue relegado a la novena plaza, entre otras cosas por el mal estado del vehículo.
Cuarenta y tres años después, Nagel, envió una carta al Príncipe Raniero III de Mónaco, relatando su aventura durante la carrera.

### Resultados
El vencedor fue de nuevo declarado tras la liberación de los jueces al igual que en la edición anterior. El alemán en Berlín Julius Beutler fue elegido el ganador, pero en esta ocasión hubo más protestas y para evitar males mayores se decidió no convocar más ediciones en 1913 y 1914. Posteriormente la prueba se paralizó debido a la Primera Guerra Mundial y no se volvió a organizar hasta 1924.
| Pos. | Piloto                     | Automóvil                |
| ---- | -------------------------- | ------------------------ |
| 1.   | Julius Beutler             | Berliet 16 HP            |
| 2.   | Capitaine Von Esmarch      | Durnkop 12.64 HP         |
| 3.   | Paul Meuiner               | Delaunay-Belleville 40 P |
| 4.   | Comte Malvasia Della Serra | Rolls-Royce 40-50 HP     |
| 5.   | E. Fischer                 | Mercedes 28-50 HP        |
| 6.   | G. Berry                   | Métallurgique            |
| 7.   | P. Frot                    | Delahaye                 |
| 8.   | Pariser                    | Audi                     |
| 9.   | Andrey Platonovich Nagel   | Russo-Baltique C24-55    |
| 10.  | Barbaro                    | Berliet 16HP             |